# Purwoharjo (Samigaluh)
Purwoharjo is een bestuurslaag in het regentschap Kulon Progo van de provincie Jogjakarta, Indonesië. Purwoharjo telt 3181 inwoners (volkstelling 2010).